# 天売港
天売港（てうりこう）は、北海道苫前郡羽幌町の天売島にある港湾。港湾管理者は羽幌町。港湾法上の「地方港湾」「避難港」に指定されている。漁港としては「天売焼尻漁港（前浜地区）」という名称の第1種漁港である。
天売島で唯一の港湾であり、島の生活・産業や観光の拠点となっているほか、焼尻港と羽幌港への航路がある。

## 港湾施設
- 岸壁（-5.0メートル）
- 物揚場
  - -3.5メートル
  - -3.0メートル

## 航路
フェリー
- 羽幌沿海フェリー
  - 天売 - 焼尻 - 羽幌 - 焼尻 - 天売

## 沿革
- 1932年（昭和07年）：農山漁村振興事業費で着工。
- 1953年（昭和28年）：「地方港湾」指定し、天売村が港湾管理者となる。
- 1954年（昭和29年）：「避難港」指定。
- 1955年（昭和30年）：羽幌町が天売村を編入。
- 1965年（昭和40年）：港則法による「適用港湾」指定。
- 1971年（昭和46年）：臨港地区設定。
- 1989年（平成元年）：フェリー「おろろん」就航[3]。
- 1991年（平成03年）：高速船「さんらいなぁ」就航[3][4]。
- 2001年（平成13年）：フェリー「おろろん2」就航[3]。
- 2004年（平成16年）：耐震強化岸壁（-5.0メートル）供用開始。
- 2013年（平成25年）：高速船「さんらいなぁ2」就航[3]。

## 参考資料
- “H27羽幌港事業説明資料” (PDF).  北海道開発局留萌開発建設部. 2018年12月4日閲覧。